# 鶴澤探泉
鶴澤 探泉（つるさわ たんせん） 1755年（宝暦5年） - 1816年11月27日（文化13年10月9日））は、日本の江戸時代後期に活躍した狩野派の絵師。鶴澤探索の養子で鶴澤派の4代目。名は守之。探泉は号で、若年時の通称は式部。

## 略伝
鶴澤探索の息子か養子か不明だったが、「実家の妹」が亡くなり探泉のみが喪に服しているため、探泉は養子または婿養子だと考えられる。1780年（安永9年）おそらく同年の光格天皇即位に伴う屏風絵制作が朝廷からの最初の御用である。寛政度禁裏御所の障壁画制作に探索とともに参加し、小御所、常御殿の担当している。1792年（寛政4年）法橋に叙され、同年祇園祭船鉾の下絵（黒漆地螺鈿「波に飛龍図」）を描く。1799年（寛政11年）には法眼に進む。寛政度の障壁画制作をきっかけに鶴澤家は京絵師たちの中で存在感を強めたらしく、それまで鶴澤家は掲載すらされていなかった『平安人物志』において、1813年（文化10年）版では探泉は3番目、息子探春は4番目に掲載されている。なお、鶴澤家の住所は油小路竹屋町南だが、これは天明の大火以前と以後で変わっていない。
1816年（文化13年）中宮御所の御用のさなか亡くなった。享年62。墓所は中京区の善導寺。家は三男の一之允が早世したため、四男の鶴澤探春が継いだ（長男と次男は不明）。なお探春に家督を譲る前に探泉が亡くなったため、当主交代の準備を整えた10月22日に死亡届けを出している。弟子が多かった父を引き継ぎ、探泉も門人が多かったようだ。代表的な弟子として、田辺藩御用絵師となった真砂幽泉や、山本探淵、佐々木探龍などがいる。

## 作品
| 作品名         | 技法         | 形状・員数 | 寸法（縦x横cm）   | 所有者             | 年代 | 落款                     | 印章             | 備考           |
| -------------- | ------------ | ---------- | ----------------- | ------------------ | ---- | ------------------------ | ---------------- | -------------- |
| 瀟湘八景図屏風 | 紙本墨画     | 六曲一双   | 160.2x364.0（各） | 七宝庵コレクション |      | 款記「法橋探泉筆」       | 「鶴澤」朱文方印 |                |
| 亀図           | 紙本墨画     | 1幅        | 128.2x56.7        | 個人               |      | 款記「法橋探泉筆」       | 「鶴澤」朱文方印 |                |
| 出山釈迦図     | 紙本墨画淡彩 | 1幅        | 105.8x29.7        | 七宝庵コレクション |      | 款記「法橋探泉謹画」     | 「守之」朱文方印 |                |
| 七々草之図     | 絹本著色     | 1幅        | 46.1x52.2         | 七宝庵コレクション |      | 款記「法眼探泉筆」       | 「守之」白文方印 |                |
| 江之島図       | 絹本著色     | 1幅        | 38.8x55.7         | 七宝庵コレクション |      | 款記「法眼探泉筆」       | 「守之」白文方印 |                |
| 龍唐獅子図     | 紙本墨画淡彩 | 衝立1基2面 | 147.5x174.0（各） | 清水寺成就院       |      | 龍図に款記「法眼探泉筆」 |                  |                |
| 鶴亀図屏風     | 紙本著色     | 六曲一双   | 92.5x260.0（各）  | 泉涌寺             |      | 款記「法眼探泉筆」       |                  | 孝明天皇遺愛品 |
| 瀟湘八景図屏風 |              | 六曲一双   |                   |                    |      | 款記「法眼探泉筆」       |                  |                |
| 白衣観音図     | 著色         |            |                   | 冷泉家時雨亭文庫   |      |                          |                  |                |